# Öland

Coat of arms and flag of Öland, used since 1555

Öland (phát âm tiếng Thụy Điển: [ˈøːland] ⓘ) là đảo lớn thứ nhì của Thụy Điển và là tỉnh truyền thống nhỏ nhất. Öland có diện tích 1.342 kilômét vuông (518 dặm vuông Anh), tọa lạc ở biển Balt ngay ngoài khơi Småland. Trên đảo có 25.000 người sinh sống. Nó được tách biệt khỏi Thụy Điển lục địa bởi eo biển Kalmar và được nối với đất liền bằng cây cầu Öland dài 6 km, đã đi vào hoạt động từ năm 1972.